# Tihamat al-Yaman
La Tihāmat al-Yaman è una pianura costiera situata nello Yemen occidentale, di fronte al mar Rosso. Prolungamento meridionale della Tihāmah (pianura costiera) araba, è costituita da una striscia di arido territorio costiero lunga 420 km compresa tra Mīdī, presso il confine settentrionale con l'Arabia Saudita, e il Bab El-Mandeb (in arabo: Bāb Al-Mandab), uno stretto in prossimità del confine meridionale del paese. Occupa una superficie di 13.520 km² e si eleva fino ad un'altezza massima di 200 m. Verso l'interno, il paesaggio della Tihāmat al-Yaman muta fino a trasformarsi in una serie di vallate dai contorni frastagliati divise tra loro da altopiani poco elevati. Sette maggiori wadi, tra cui il Mawr, il Surdūd e lo Zabīd, consentono una qualche attività agricola; i campi irrigati sono separati tra loro da estese creste di dune di sabbia. Datteri, tabacco e cotone sono le colture principali. Il sale viene estratto ad Al-Ṣalīf. Sul mar Rosso viene praticata l'acquacoltura, e lungo le sue coste sono sorte industrie ittiche nei porti di Al-Luḥayyah, Al-Ḥudaydah, Al-Ghulayfiqah e Mocha.